# Кожуховка (Липецкая область)
Ко́жуховка — деревня Архангельского сельсовета Елецкого района Липецкой области. Имеет две улицы: Луговая и Родниковая.

## Население
| 2010 |
| ---- |
| 30   |